# الخطوط الجوية اليابانية الرحلة 404
الخطوط الجوية اليابانية الرحلة 404 هي رحلة طيران من أمستردام إلي طوكيو عبر باريس وأنكوريج في 20 يوليو 1973 وهي من طراز بوينغ 747-246B تابعة للخطوط الجوية اليابانية وكانت تحمل علي متنها 118 راكبا و22 من أفراد الطاقم وقد أختطفت عندما أقلعت من باريس وقد تم توجيها إلي مطار دبي الدولي في دبي في الإمارات العربية المتحدة وقد قتل في الحادث شخص واحد فقط وقد نجا من الحادث 139 شخصا.